# Тетрагидридоалюминат натрия
Тетрагидридоалюминат натрия (аланат натрия) — неорганическое соединение, комплексный смешанный гидрид натрия и алюминия с формулой Na[AlH4], белые кристаллы.

## Получение
- Действием хлорида алюминия на суспензию гидрида натрия в эфире:

{\displaystyle {\mathsf {AlCl_{3}+4NaH\ {\xrightarrow {\ }}\ Na[AlH_{4}]+3NaCl}}}
- Обменной реакцией гидрида натрия с алюмогидридом лития в тетрагидрофуране:

{\displaystyle {\mathsf {Li[AlH_{4}]+NaH\ {\xrightarrow {\ }}\ Na[AlH_{4}]+LiH}}}

## Физические свойства
Тетрагидридоалюминат натрия образует бесцветные кристаллы, растворим в тетрагидрофуране.

## Химические свойства
- Термически неустойчив:

{\displaystyle {\mathsf {2Na[AlH_{4}]\ \xrightarrow {t} \ 2NaH+2Al+3H_{2}\uparrow }}}
- Гидролизуется водой:

{\displaystyle {\mathsf {Na[AlH_{4}]+4H_{2}O\ {\xrightarrow {\ }}\ NaOH+Al(OH)_{3}+4H_{2}\uparrow }}}
- Реагирует с разбавленными кислотами на холоде:

{\displaystyle {\mathsf {Na[AlH_{4}]+HCl+3H_{2}O\ {\xrightarrow {\ }}\ NaCl+Al(OH)_{3}+4H_{2}\uparrow }}}
- Окисляется кислородом:

{\displaystyle {\mathsf {2Na[AlH_{4}]+4O_{2}\ \xrightarrow {t} \ Na_{2}O+Al_{2}O_{3}+4H_{2}O}}}

## Применение
- В органическом синтезе.